# Niccolò Colonna (XIV secolo)

Stemma della famiglia Colonna

Niccolò Colonna (Palestrina, XIV secolo – Palestrina, 13 agosto 1410), membro della famiglia Colonna del ramo di Palestrina.

## Biografia
Nato nella seconda metà del XIV da Stefano e Sancia Caetani (figlia di Onorato conte di Fondi). Dopo la morte del padre fu, assieme al fratello Giovanni, signore di Palestrina.

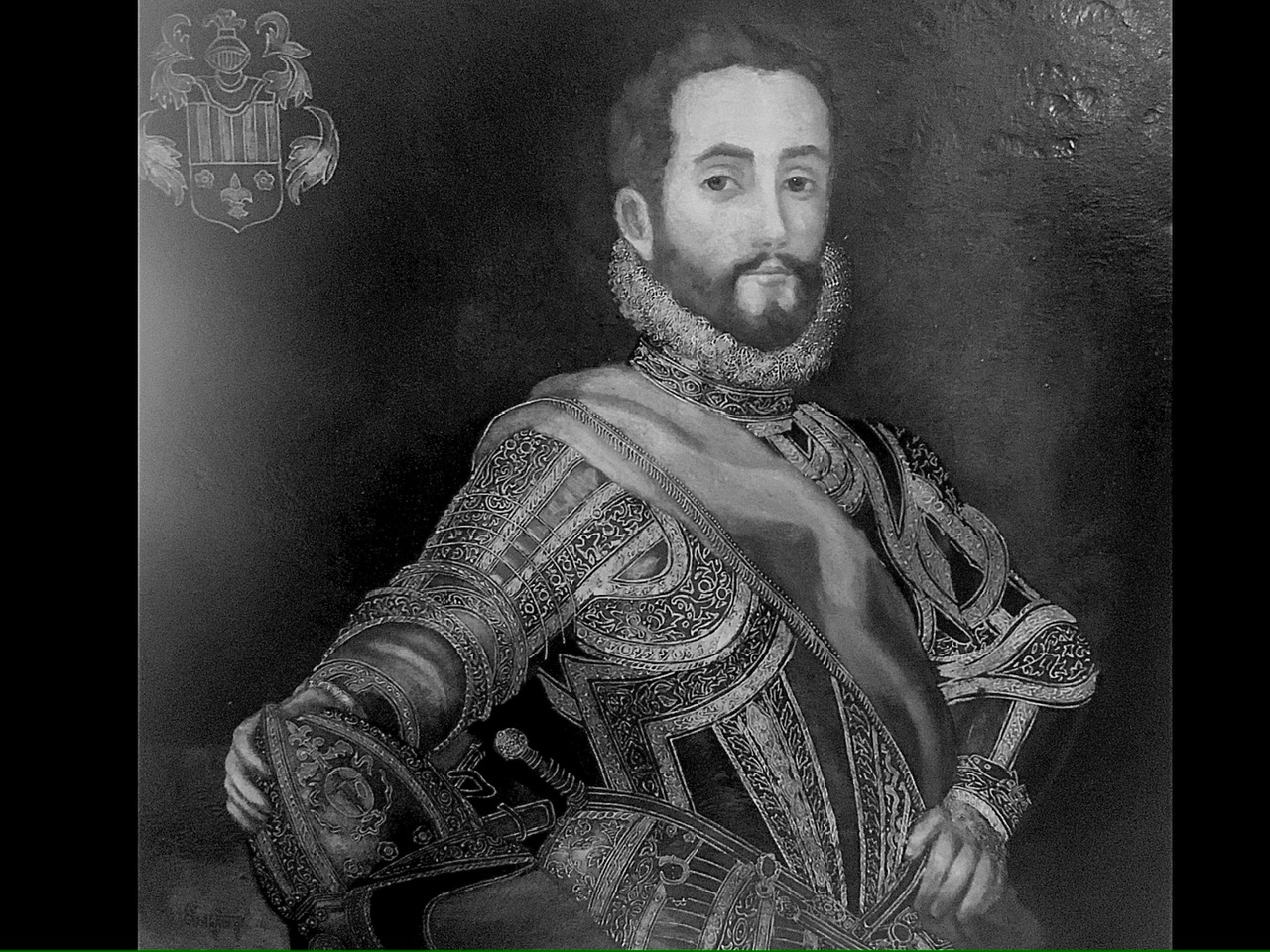
Principe Antonio Andrea Colonna Deviato c 1572, nipote descendente di Giovanni di Palestrina.